# Harbachtal (Landschaftsschutzgebiet)
Das Harbachtal ist ein vom Landratsamt Backnang am 15. April 1971 in einer Sammelverordnung ausgewiesenes Landschaftsschutzgebiet auf dem Gebiet der Stadt Murrhardt im Rems-Murr-Kreis.

## Lage und Beschreibung
Das Landschaftsschutzgebiet liegt im unteren Tal des Harbachs nördlich des gleichnamigen Murrhardter Stadtteils. Es gehört zum Naturraum Schwäbisch-Fränkische Waldberge und liegt im Naturpark Schwäbisch-Fränkischer Wald. 
Es handelt sich um ein halboffenes Wiesental. Die Bachläufe sind von Galerieauwäldern begleitet, im südlichen Teil befinden sich einzelne Streuobstwiesen in Ortsrandlage. Nur der nördlichste Teil ist bewaldet. Eingebettet in das Landschaftsschutzgebiet liegt das Naturschutzgebiet Harbacher Quellsumpf.